# Felipe Carrillo Puerto, Solidaridad
Felipe Carrillo Puerto är en ort i Mexiko.   Den ligger i kommunen Solidaridad och delstaten Quintana Roo, i den östra delen av landet, 1 200 km öster om huvudstaden Mexico City. Felipe Carrillo Puerto ligger 21 meter över havet och antalet invånare är 176.
Terrängen runt Felipe Carrillo Puerto är mycket platt.  Trakten runt Felipe Carrillo Puerto är nära nog obefolkad, med mindre än två invånare per kvadratkilometer. Närmaste större samhälle är Chemax, 19,1 km norr om Felipe Carrillo Puerto. I omgivningarna runt Felipe Carrillo Puerto växer i huvudsak städsegrön lövskog.